# باشگاه فوتبال ویلم دوم
باشگاه فوتبال ویلم دوم (انگلیسی: Willem II) یک باشگاه فوتبال در تیلبورخ، هلند است.
این باشگاه که در سال ۱۸۹۶ تأسیس شده در کارنامه خود ۳ قهرمانی در لیگ فوتبال هلند و ۲ قهرمانی در جام حذفی فوتبال هلند را دارد.

## افتخارات
- لیگ برتر فوتبال هلند[۱][۲]
  - قهرمان (۳): ۱۹۱۵–۱۶، ۱۹۵۱–۵۲، ۱۹۵۴–۵۵
- لیگ برتر فوتبال هلند
  - نایب قهرمان (۱): ۱۹۹۸–۹۹
- لیگ دسته اول فوتبال هلند[۱][۲]
  - قهرمان (۳): ۱۹۵۶–۵۷، ۱۹۶۴–۶۵، ۲۰۱۳–۱۴
  - نایب قهرمان (۱): ۱۹۸۶–۸۷
- جام حذفی فوتبال هلند[۱][۲]
  - قهرمان (۲): ۱۹۴۳–۴۴، ۱۹۶۲–۶۳
  - نایب قهرمان (۱): ۲۰۰۴–۰۵